# عبادتگاه چماندشواری

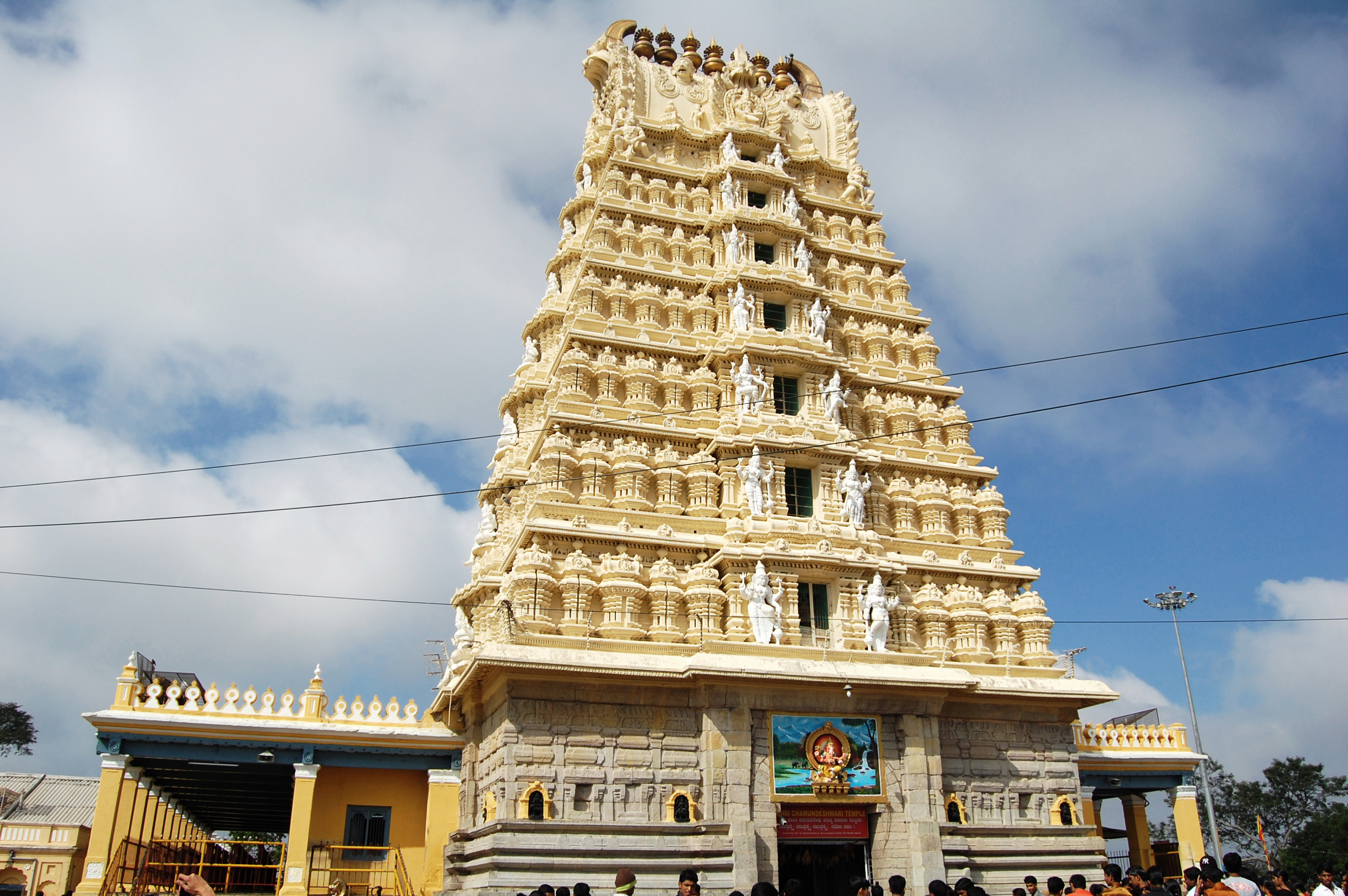
عبادتگاه چماندشواری

عبادتگاه چماندشواری (کانارا:ಶ್ರೀ ಚಾಮುಂಡೇಶ್ವರಿ ದೇವಸ್ಥಾನ) در بالای تپه‌های چماندی در ۱۳ کیلومتری کاخ میسور در استان کارناتاکا در هند جای گرفته‌است. نام این عبادتگاه برای بزرگداشت چماندشواری یا دورگا، حالت خشمگین شاکتی برگزیده شده‌است.

## شرح

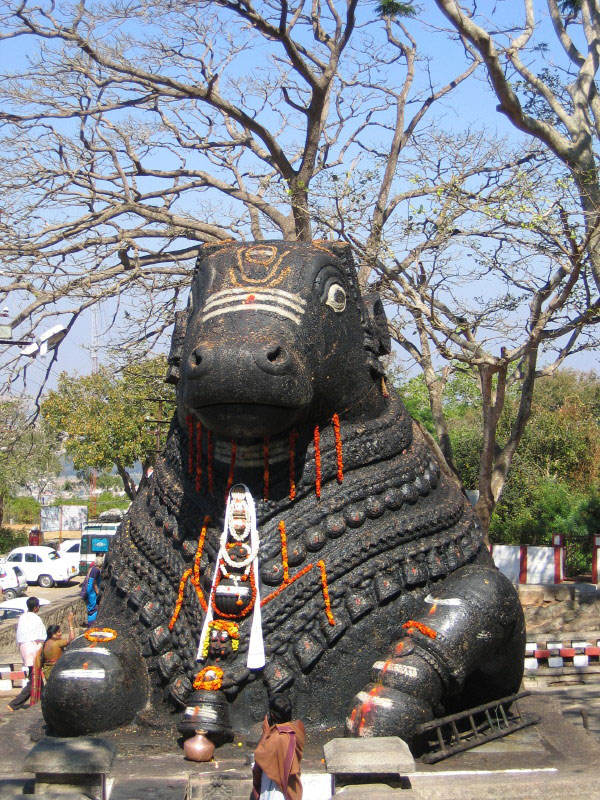
ناندی، حیوان شیوا بر روی تپهٔ چماندی

گمان آن می‌رود که عبادتگاه اصلی در سدهٔ ۱۲ میلادی در دورهٔ پادشاهی خاندان هویسالا و برج آن در سدهٔ ۱۷ میلادی در دوران پادشاهی ویجایاناگار ساخته شده باشد. در سال ۱۶۵۹ یک رشته پلکان هزارتایی ساخته شد که به بلندای ۳۰۰۰ پایی در نوک تپه منتهی می‌شد. در عبادتگاه نگاره‌های گوناگونی از ناندی (گاو نری که شیوا بر آن سوار می‌شود) دیده می‌شود. همچنین یک سنگ خارای بسیار بزرگ از ناندی در ۸۰۰مین گام بر روی تپه، روبروی یک معبد کوچک شیوا، دیده می‌شود. این ناندی بیش از ۱۵ پا بلندی و ۲۴ پا طول دارد و زنگوله‌های باارزشی پیرامون گردن آن کار شده‌است.
این عبادتگاه دارای یک گپورای هفت طبقه‌است که با کنده کاری آراسته شده‌است. گفته می‌شود که تندیس ایزدبانو از طلا و درهای عبادتگاه از نقره ساخته شده‌است.

## نگارخانه

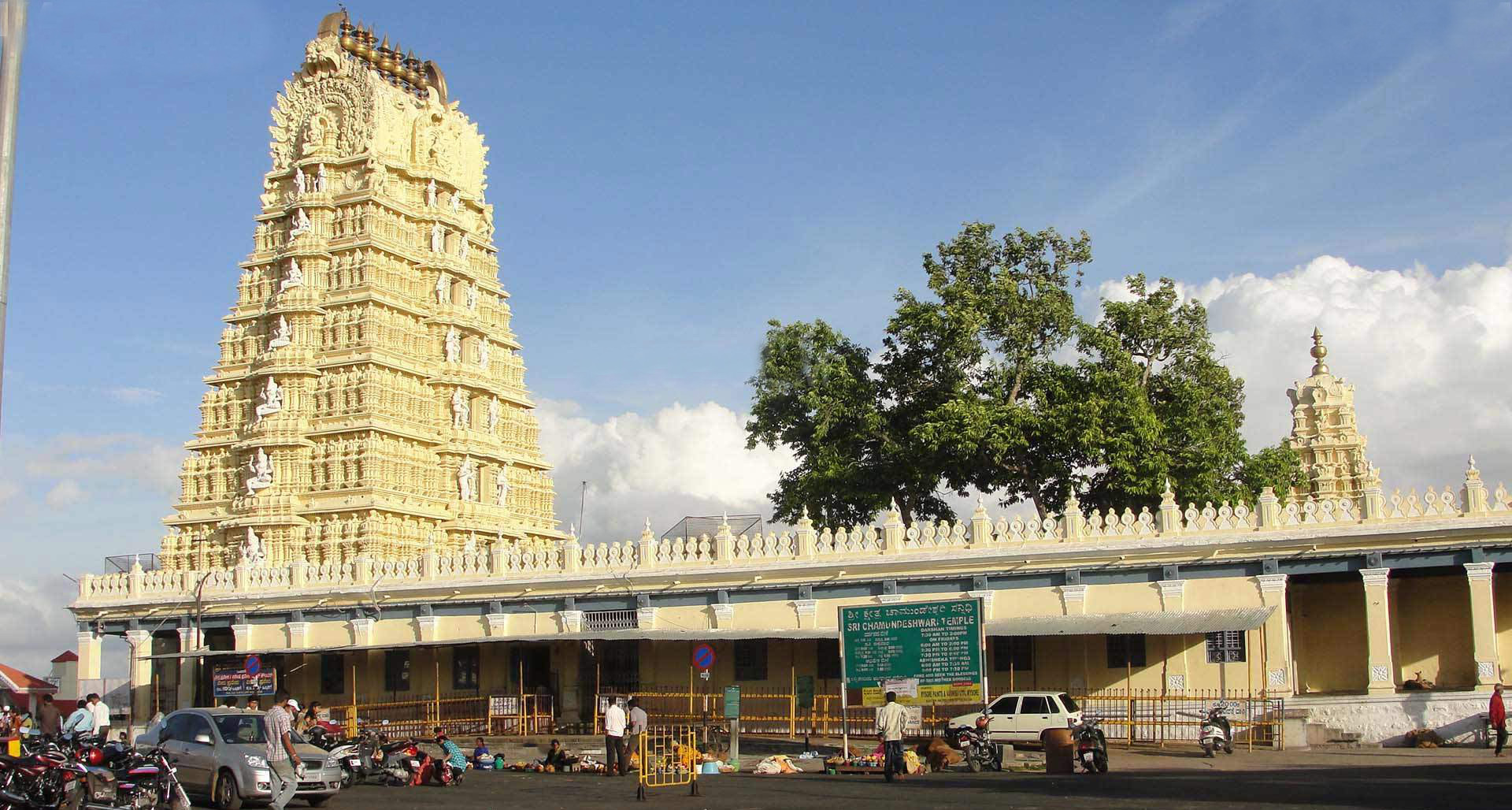
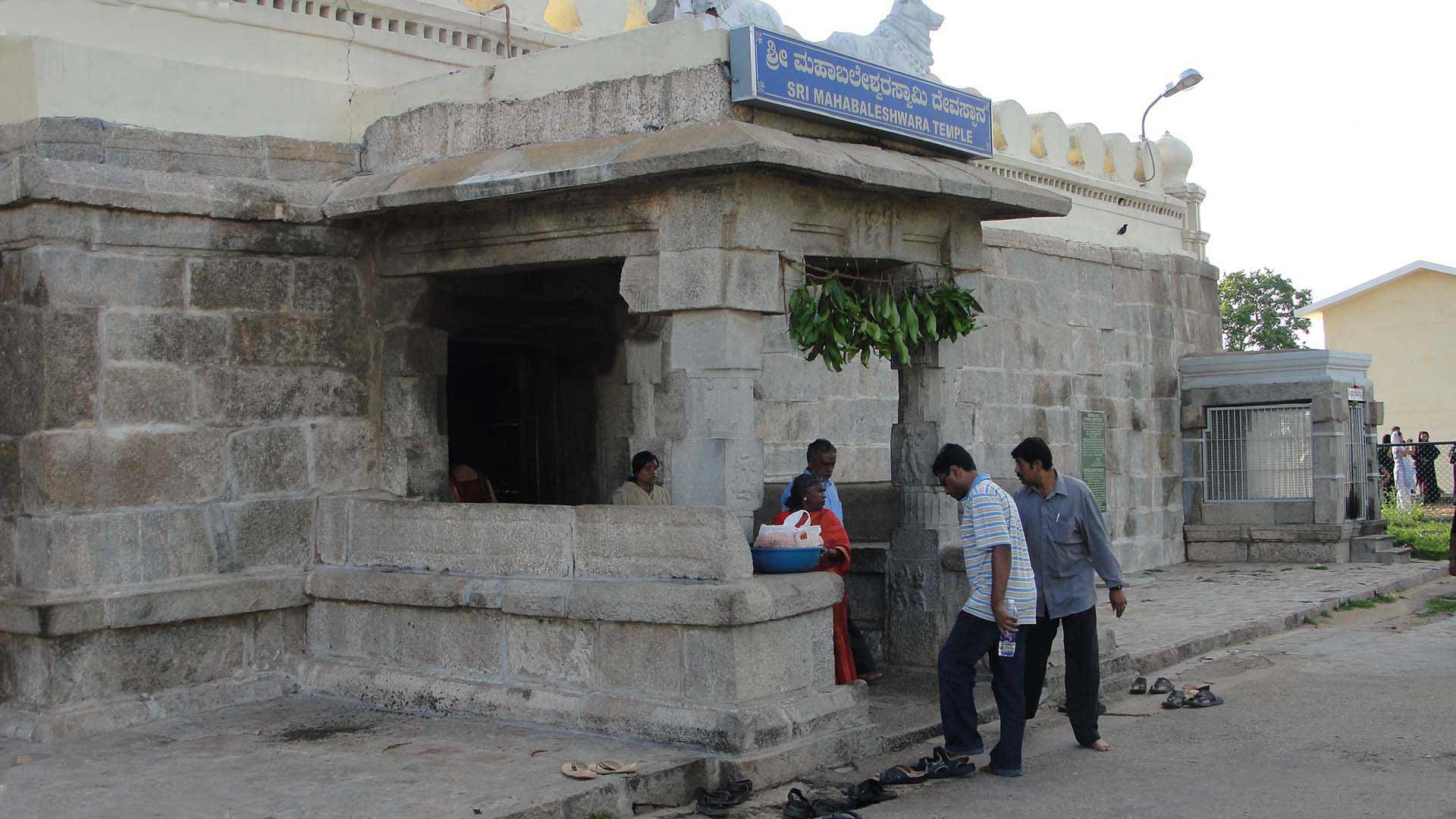
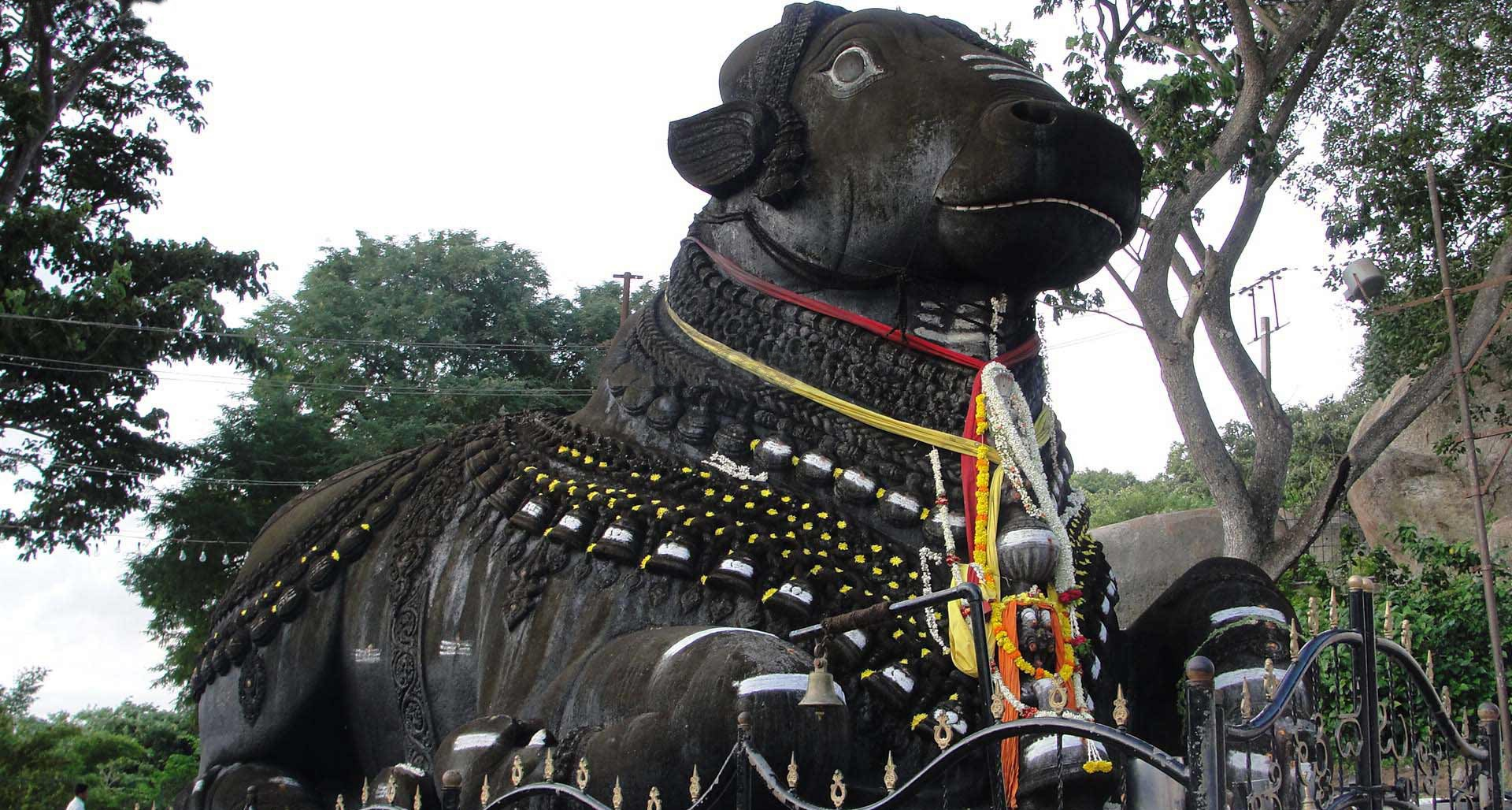